# Dicranomyia (Dicranomyia) praecellens
Dicranomyia (Dicranomyia) praecellens is een tweevleugelige uit de familie steltmuggen (Limoniidae). De soort komt voor in het Neotropisch gebied.